# Liste der Pseudobasiliken in Österreich
▶ Liste(n) von Pseudobasiliken – Übersicht
– Siehe auch: Hallenkirchen in Österreich (358) –
Anzahl: 112, davon ein paar auch unter Hallenkirchen (ein paar teils/teils, dazu Grenzfälle)
In Österreich gibt es insgesamt wesentlich weniger Pseudobasiliken als Hallenkirchen, in manchen Gegenden aber sogar mehr.

## Kärnten
– Siehe auch: Hallenkirchen in Kärnten (9) –
Anzahl: 8
| Ort                                          | Name/Patrozinium                            | Anmerkungen | Fotos | Fotos |
| -------------------------------------------- | ------------------------------------------- | --- | ----- | ----- |
| Malta, Bez. Spittal                          | Mariä Aufnahme                              | 13.–15. Jh. |       |       |
| Millstatt                                    | Stiftskirche St. Salvator und Allerheiligen | |       |       |
| St. Andrä, Bez. Wolfsberg                    | St. Andreas                                 | |       |       |
| B. St. Leonhard im Lavanttal, Bez. Wolfsberg | St. Leonhard                                | ca. 1300 bis 1340, Turm 15. Jh., Kreuzrippengewölbe, Südseite Basilika, Nordseite Pseudobasilika (abgesehen von einem nachträglichen Halbrundfenster) |       |       |
| St. Marein im Lavanttal, Stadt Wolfsberg     | Mariae Himmelfahrt                          | |       |       |
| Bezirksstadt Spittal an der Drau             | Mariä Verkündigung                          | westliche Teile 1584, Renaissance, moderne Erweiterung 1966                                                                                           |       |       |
| Viktring, Stadt Klagenfurt, Kärnten          | Zisterzienserkirche Viktring                | romanisch |       |       |
| Villach                                      | Pfarrkirche St. Leonhard                    | hölzerne Pfeiler und Flachdecken |       |       |

## Niederösterreich
– Siehe auch: Hallenkirchen in Niederösterreich (131) –
Anzahl: 65, davon ein paar Grenzfälle zur Hallenkirche i. e. S. und ein paar teils/teils
| Ort                                                    | Name/Patrozinium                             | Anmerkungen | Fotos | Fotos                     |
| ------------------------------------------------------ | -------------------------------------------- | --- | ----- | ------------------------- |
| Altlengbach, St. Pölten-Land                           | St. Georg                                    | |       | kein geeignetes Innenfoto |
| Altpölla, Pölla, Bezirk Zwettl                         | Mariä Himmelfahrt                            | |       | 3D-Modell                 |
| Ameis, Staatz, Bez. Mistelbach                         | St. Nikolaus                                 | zweischiffig |       |                           |
| Amstetten, Bezirksstadt                                | St. Stephan                                  | Grenzfall zur Staffelhalle |       |                           |
| Baden bei Wien, Bezirksstadt                           | St. Stephan                                  | teils Hallenkirche, teils Pseudobasilika, teils Grenzfall |       |                           |
| Brunn am Gebirge, Bezirk Mödling                       | St. Kunigunde                                | 14. Jh., 17. Jh., …, teils Stufenhalle, teils Pseudobasilika                                                                                                  |       |                           |
| Drosendorf- Zissersdorf, Bezirk Horn                   | St. Peter und Paul                           | |       |                           |
| St. Pantaleon- Erla, Bez. Amstetten                    | St. Peter und Paul                           | |       |                           |
| Frauendorf an der Schmida, Sitzendorf, Bez. Hollabrunn | St. Stephan                                  | |       |                           |
| Glaubendorf, Heldenberg, Bez. Hollabrunn               | St. Philippus u. Jakobus                     | 1865/1866, nördliches Seitenschiff mittelalterlich |       | Innenfotos fehlen         |
| Gmünd, Bezirksstadt                                    | St. Stephan                                  | Nordseite Stufenhalle, Südseite Pseudobasilika |       |                           |
| Gobelsburg, Langenlois, Krems-Land                     | Mariä Geburt                                 | |       |                           |
| Großkrut, Bez. Mistelbach                              | St. Stephanus                                | |       |                           |
| Großrußbach, Bez. Korneuburg                           | St. Valentin                                 | |       |                           |
| Hofstetten- Grünau, St. Pölten-Land                    | St. Georg                                    | |       |                           |
| Haag, Bez. Amstetten                                   | Pfarrkirche St. Michael                      | |       |                           |
| Kapelln, St. Pölten-Land                               | St. Petronilla                               | |       | kein geeignetes Innenfoto |
| Kierling, Klosterneuburg, Bezirk Tulln                 | St. Peter und Paul                           | Hauptschiff u. Nordseitenschiff |       |                           |
| Kilb, Bezirk Melk                                      | St. Simon und Judas                          | |       |                           |
| Kirchberg am Wagram, Bezirk Tulln                      | St. Stephan                                  | |       |                           |
| Kirchschlag i. d. Buckl. W., Wr. Neust.-Land           | St. Johannes der Täufer                      | |       |                           |
| Kleinzell, Bez. Lilienfeld                             | Mariä Himmelfahrt                            | Grenzfall Stufenhalle/Pseudobasilika |       |                           |
| Konradsheim, Waidhofen an der Ybbs                     | St. Nikolaus                                 | |       |                           |
| Langenlois, Krems-Land                                 | St. Nikolaus (CC)                            | |       |                           |
| Langenzersdorf, Bez. Korneuburg                        | St. Katharina                                | Kern frühes 14. Jh., barockisiert 1683, 1709, 1749 |       |                           |
| Lanzenkirchen, Wr. Neustadt-Land                       | St. Nikolaus                                 | zweischiffig, Hauptschiff ursprünglich romanisch, Gewölbe barock ersetzt                                                                                      |       |                           |
| Leitzersdorf, Bez. Korneuburg                          | St. Jakob                                    | |       |                           |
| Leobersdorf, Bezirk Baden                              | St. Martin                                   | 1775 barockisiert |       |                           |
| Lichtenwörth, Wr. Neustadt-Land                        | St. Jakob                                    | spätes 15.–spätes 16. Jh., dreischiffig mit Querhaus, 1887–1889 neugotisch erneuert                                                                           |       |                           |
| Maria Anzbach, St. Pölten-Land                         | Unsere liebe Frau, Mutter der Barmherzigkeit | |       |                           |
| Maria Laach am Jauerling, Krems-Land                   | Mariä Heimsuchung                            | |       |                           |
| Melk Bezirksstadt                                      | Mariä-Himmelfahrt                            | |       |                           |
| Mönichkirchen, Bez. Neunkirchen                        | Maria Namen                                  | |       |                           |
| Neukirchen am Ostrong, Pöggstall, Bezirk Melk          | Mariä Himmelfahrt                            | |       |                           |
| Nußdorf ob der Traisen, St. Pölten-Land                | Johannes der Täufer                          | nach dem Höhenunterschied von Hauptschiff und Nordseitenschiff wahrscheinlich Pseudobasilika                                                                  |       |                           |
| Ober-Grafendorf, St. Pölten-Land                       | St. Josef                                    | Südseite Basilika, Nordseite Pseudobasilika |       |                           |
| Oberleis, Ernstbrunn, Bez. Korneuburg                  | St. Mauritius und Maria                      | zweischiffig: Hauptschiff und Südseitenschiff, blinde runde Obergaden                                                                                         |       |                           |
| Oberwölbling, Wölbling, St. Pölten-Land                | St. Peter und Paul                           | dreischiffig |       |                           |
| Ollersbach, Neulengbach, St. Pölten-Land               | Mariä Himmelfahrt                            | Höhenverhältnis von Mittelschiff und Seitenschiffen unklar |       | Innenfotos fehlen         |
| Pottschach, Ternitz, Bez. Neunkirchen                  | St. Dionysius                                | bis 1526, Hauptschiff und Nordkapelle |       |                           |
| Pyhra, St. Pölten-Land                                 | St. Margareta                                | dreischiffig |       |                           |
| Raabs an der Thaya, Bez. Waidhofen an der Thaya        | Mariä Himmelfahrt                            | dreischiffig |       |                           |
| Rabenstein an der Pielach, St. Pölten-Land             | St. Laurentius                               | Ende 15. Jh., Grenzfall Stufenhalle/Pseudobasilika |       |                           |
| Rappottenstein, Bezirk Zwettl                          | St. Peter und Paul                           | |       |                           |
| Rastenfeld Krems-Land                                  | (CC)                                         | Kern romanisch, zweischiffig, Nordseitenschiff unter außen sichtbarer Hochschiffswand                                                                         |       | kein geeignetes Innenfoto |
| Ruppersthal, Großweikersdorf, Bezirk Tulln             | St. Ägidius                                  | 14. Jh. gotisch, 18. Jh. barockisiert, höheres Mittelschiff (segmentbogige) Platzlgewölbe, Seitenschiffe Hängekuppeln, Turm zwischen Schiff und Chor          |       |                           |
| Ruprechtshofen, Bezirk Melk                            | St. Nikolaus                                 | dreischiffig, minimal abgesetzte Seitenschiffsdächer |       |                           |
| St. Christophen, Neulengbach, St. Pölten-Land          | St. Christophorus                            | 14.–18. Jh., außen sichtbare Hochschiffswände |       | Innenfotos fehlen         |
| St. Gotthard, Texingtal, Bezirk Melk                   | St. Gotthard                                 | Hauptschiff und zweijochige Südkapelle, unter leicht abgesetztem Seitenschiffsdach                                                                            |       | Innenfotos fehlen         |
| St. Veit an der Gölsen, Bez. Lilienfeld                | St. Veit                                     | dreischiffige Stufenhalle, Mittelschiff Netzgewölbe, Seitenschiffe Kreuzrippengewölbe                                                                         |       |                           |
| Schottwien, Bez. Neunkirchen                           | St. Veit                                     | dreischiffig |       |                           |
| Simonsfeld, Ernstbrunn, Bez. Korneuburg                | St. Martin                                   | Hauptschiff und niedriges Nordseitenschiff |       |                           |
| Sitzendorf an der Schmida, Bez. Hollabrunn             | St. Martin                                   | Mittelschiff wesentlich höher als Seitenschiffe, aber mit tief ansetzendem Gewölbe; Arkade mit Schildflächen, außen sichtbare Hochschiffswände                |       |                           |
| Stetten, Bez. Korneuburg                               | St. Ulrich                                   | Mittelschiff mit tief herabgezogenem Kreuzgratgewölbe |       | Innenfotos fehlen         |
| Totzenbach, Kirchstetten, St. Pölten-Land              | Allerheiligenkirche                          | 3 × 3 Joche |       | Innenfotos fehlen         |
| Traismauer, St. Pölten-Land                            | St. Rupert                                   | |       |                           |
| Türnitz, Bez. Lilienfeld                               | St. Martin                                   | zweischiffig, gotisch |       |                           |
| Ulrichskirchen- Schleinbach, Bez. Mistelbach           | St. Ulrich                                   | barock mit gotischem Chor, dreischiffig |       |                           |
| Unteraspang, Aspang-Markt, Bez. Neunkirchen            | St. Johannes der Täufer                      | älteste Teile 12. Jh. oder früher, Umbau zur dreischiffigen Pseudobasilika spätes 15. Jh., sehr niedrige Seitenschiffe, um 1600 barockes Mittelschiffsgewölbe |       | Youtube-Video             |
| Windhag, Waidhofen an der Ybbs                         | St. Nikolaus                                 | |       |                           |
| Weikertschlag, Bez. Waidhofen an der Thaya             | Stephanus                                    | unklar, ob Stufenhalle oder Pseudobasilika |       | Innenfotos fehlen         |
| Weinburg, St. Pölten-Land                              | Johannes der Täufer                          | |       |                           |
| Wilhelmsburg, St. Pölten-Land                          | St. Stephanus                                | dreischiffig |       |                           |
| Zeillern, Bez. Amstetten                               | St. Jakobus der Ältere                       | Nordseite Stufenhalle, Südseite Pseudobasilika |       |                           |
| Zellerndorf, Bez. Hollabrunn                           | St. Philipp und Jakob                        | |       | 3D-Modell                 |

## Oberösterreich
– Siehe auch Hallenkirchen in Oberösterreich (119) –
Anzahl: 22, davon 3 nicht mit Sicherheit Pseudobasilika
| Ort                                        | Name/Patrozinium          | Anmerkungen | Fotos | Fotos                             |
| ------------------------------------------ | ------------------------- | --- | ----- | --------------------------------- |
| Alkoven, Bezirk Eferding                   | St. Margareta             | |       |                                   |
| Andrichsfurt, Bezirk Ried                  | Hl. Dreifaltigkeit        | Südseitenschiff mit niedriger Traufe                                                                                            |       | Innenfotos fehlen                 |
| Antiesenhofen, Bezirk Ried                 | St. Ägidius               | Nordseitenschiff mit sehr niedriger Traufe                                                                                      |       |                                   |
| Eberschwang, Bezirk Ried                   | St. Michael               | dreischiffig, abgesetzte Pultdächer der Seitenschiffe                                                                           |       |                                   |
| Eitzing, Bezirk Ried                       | Mariä Himmelfahrt         | zweischiffig, niedriges Südseitenschiff                                                                                         |       |                                   |
| Grieskirchen, Bezirksstadt                 | St. Martin                | durchgreifend barockisiert |       |                                   |
| Gurten, Bezirk Ried                        | St. Stephan               | niedriges Südseitenschiff |       |                                   |
| Kematen an der Krems, Linz-Land            | St. Martin                | |       | Innenfoto aus Ortsseite           |
| Linz                                       | (CC)                      | Mittelschiff mit hohem Tonnengewölbe, Seitenschiffe Flachgewölbe                                                                |       |                                   |
| Linz                                       | St. Magdalena             | unklar, ob Hallenkirche i. e. S. oder Pseudobasilika                                                                            |       | Innenpanorama zeitw. unzugänglich |
| Lorch, Stadt Enns, Linz-Land               | „Basilika“ St. Laurentius | |       |                                   |
| Mattighofen, Oberösterreich                | Pfarrkirche Mattighofen   | Barock; vor dem in Konchen endenden Querhaus Seitenschiffe mit Flachkuppelgewölben                                              |       |                                   |
| Molln                                      | Pfarrkirche               | Anfänge 13. Jh., Weihen 1443 und 1519, Südseitenschiff 1929                                                                     |       | kein geeignetes Innenfoto         |
| Niederwaldkirchen, Bezirk Rohrbach         | St. Florian               | zweischiffig, niedriges Südseitenschiff                                                                                         |       |                                   |
| Ottnang am Hausruck, Bez. Vöcklabruck      | St. Stephan               | dreischiffig, Arkaden reichen etwas in die Mittelschiffstonne, Grenzfall Pseudobasilika/Staffelhalle                            |       |                                   |
| Pergkirchen, Perg, Bezirk Perg             | St. Martin                | Seitenschiffstraufe nördlich noch niedriger als südlich                                                                         |       |                                   |
| Pucking, Linz-Land                         | St. Leonhard              | Anf. 15. Jh., wiederentdeckte Fresken, aber barocke Gewölbebemalung                                                             |       |                                   |
| St. Marienkirchen am Hausruck, Bezirk Ried | Mariä Himmelfahrt         | zweischiffig, niedriges Südseitenschiff mit abgesetztem Pultdach                                                                |       | Innenfotos fehlen                 |
| St. Martin im Innkreis, Bezirk Ried        | St. Martin                | |       |                                   |
| St. Thomas am Blasenstein, Bezirk Perg     | St. Thomas                | Hauptschiff u. Chor ab Mitte 14. Jh., Seitenschiff Mitte 15. Jh., stark unterschiedliche Gewölbehöhen trotz mäßiger Dachneigung |       |                                   |
| Schwertberg, Bezirk Perg                   | Philippus und Jakobus     | 15. Jh. zweischiffig, 1913/1914 Erweiterungen, unklar ob Hallenkirche i. e. S. oder Pseudobasilika                              |       |                                   |
| Niederwaldkirchen, Bezirk Rohrbach         | St. Florian               | überw. 15. Jh. |       |                                   |

## Salzburg
– Siehe auch: Hallenkirchen im Land Salzburg (18) –
Anzahl: 6, darunter 2 Grenzfälle Pseudobasilika/Stufenhalle
| Ort                                    | Name/Patrozinium      | Anmerkungen                                                                                              | Fotos | Fotos |
| -------------------------------------- | --------------------- | --- | ----- | ----- |
| Abtenau, Bezirk Hallein                | St. Blasius           | Hauptschiff spätgotisch, niedriges Nordseitenschiff barock                                               |       |       |
| Grödig, Salzburg-Umg.                  | Mariä Verkündigung    | barockes Hauptschiff, Gewölbe des Südseitenschiffs unterhalb, aber nicht viel niedriger, daher Grenzfall |       |       |
| Pfarrwerfen, Bez. St. Johann im Pongau | St. Cyriak            | gotisch, dreischiffig                                                                                    |       |       |
| Puch bei Hallein, Bezirk Hallein       | Mariä Geburt          | |       |       |
| Salzburg                               | Pfarrkirche St. Andrä | |       |       |
| Wagrain, Bez. St. Johann im Pongau     | St. Franziskus        | überw. gotisch, Chorpartie mit barocker Nordkapelle Grenzfall Stufenhalle/Pseudobasilika                 |       |       |

## Steiermark
– Siehe auch: Hallenkirchen in der Steiermark (54) –
Anzahl: 8
| Ort                                         | Name/Patrozinium        | Anmerkungen                                                                                            | Fotos | Fotos                                       |
| ------------------------------------------- | ----------------------- | --- | ----- | ------------------------------------------- |
| Bad Aussee, Bezirk Liezen                   | Bekehrung St. Pauli     | |       |                                             |
| Graz, Steiermark                            | Grazer Dom              | 15. Jh., Kathedrale seit 1786, Grenzfall von Staffelhalle und Pseudobasilika                           |       |                                             |
| Großlobming, Lobmingtal, Bezirk Murtal      | St. Lambert             | niedriges Nordseitenschiff siehe Google Streetview                                                     |       |                                             |
| Oberwölz, Bezirk Murau                      | Stadtpfarrk. St. Martin | dreischiffig, stark barockisiert, Grenzfall Stufenhalle/Pseudobasilika                                 |       |                                             |
| Bad Radkersburg, Bez. Südost- steiermark    | St. Johannes der Täufer | 14. Jh., Seitenschiffsgewölbe im 16. Jh. erneuert                                                      |       |                                             |
| Sankt Egidi, Murau, Bezirk Murau            | St. Ägidius             | Seitenschiffe niedriger als flachgedecktes Mittelschiff                                                |       | Google Streetview von NW, Innenfotos fehlen |
| St. Lorenzen im Mürztal, Bruck-Mürzzuschlag | St. Laurentius          | Gewölbe der Seitenschiffe deutlich höher als Arkaden, aber deutlich niedriger als Mittelschiffsgewölbe |       |                                             |
| Wettmannstätten, Bez. Deutschlandsberg      | St. Valentin            | 1965–1967, modern, Hauptschiff und Nordseitenschiff                                                    |       |                                             |

## Tirol
– Siehe auch: Hallenkirchen Tirol (12) –
| Ort             | Name/Patrozinium | Anmerkungen                                                                     | Fotos | Fotos |
| --------------- | ---------------- | ------------------------------------------------------------------------------- | ----- | ----- |
| Lienz, Osttirol | St. Andrä        | Südseite Basilika, Nordseite Pseudobasilika, außer der Befensterung symmetrisch |       |       |

## Wien
– Siehe auch: Hallenkirchen in Wien (4) –
| Ort                | Name/Patrozinium        | Anmerkungen                                                                        | Fotos | Fotos |
| ------------------ | ----------------------- | ---------------------------------------------------------------------------------- | ----- | ----- |
| Altstadt           | Stephansdom             | Chorweihe 1340, Langhaus 1474 vollendet; pseudobasilikales Langhaus mit Hallenchor |       |       |
| Wien-Heiligenstadt | Pfarrkirche St. Michael |                                                                                    |       |       |